# ペーター・シュナイダー
ペーター・シュナイダー（Peter Schneider, 1939年3月26日 - ） は、オーストリアの指揮者。現代を代表するカペルマイスターと言われる。

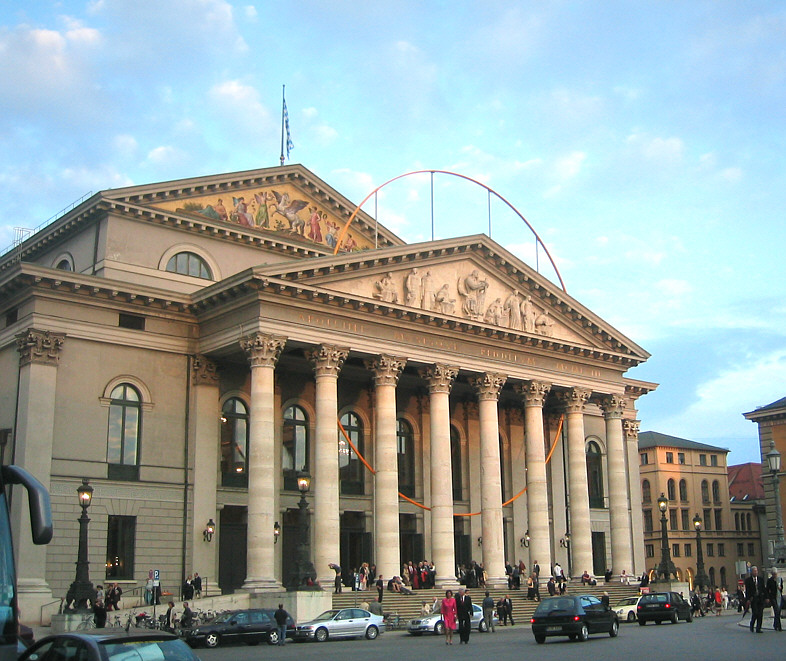
バイエルン国立歌劇場

## 略歴
- ウィーンに生まれ、8歳よりウィーン少年合唱団に所属した。学生のときにウィーンのアカデミー・オブ・ミュージック会員となり、指揮をカール・シスケ、ハンス・スワロフスキーに師事した。
- 卒業後ザルツブルクとハイデルベルクで活躍し、デュッセルドルフ歌劇場のファースト・カペルマイスターに就任する。ライン･ドイツ･オペラ専属指揮者を経て、1978年にブレーメンの音楽総監督に就任する。
- 1984年、ウィーン国立歌劇場に『ばらの騎士』でデビューする。のち名誉指揮者となり、2007/8年シーズンには『ばらの騎士』、『サロメ』、『フィデリオ』、『ローエングリン』を指揮した。
- 1985年、マンハイム国民劇場音楽総監督。
- 1993/94のシーズンよりバイエルン州立歌劇場ならびに州立管弦楽団の首席指揮者、現在も同地の常時客演指揮者を務める。
- 1995年、「魔笛」でメトロポリタン歌劇場にデビュー。ベルリン・ドイツ・オペラ、ハンブルク州立歌劇場にも定期的に招かれている。
- 2007年、日本の新国立劇場に「ばらの騎士」でデビュー。

## レパートリー
いわゆる「叩き上げ」の経歴をもち、豊富なレパートリーを誇る。特にワーグナーとリヒャルト・シュトラウスの指揮には定評がある。「ばらの騎士」は十八番として知られ、ウィーンではシュナイダーがタクトを取ることが多い。ウィーン国立歌劇場、バイエルン国立歌劇場、バイロイト音楽祭の常連である。
コンサート指揮者としても活躍しており、ウィーン・フィルハーモニー管弦楽団をはじめとする欧州のオーケストラや、東京フィルハーモニー交響楽団などを指揮している。

## バイロイトの名匠
1981年の『さまよえるオランダ人』以降、定期的にバイロイト音楽祭でタクトを取っている。特にショルティの代役として振った『ニーベルングの指環』で世界的な注目を集めた。『ニーベルングの指環』、『さまよえるオランダ人』、『ローエングリン』、そして2008年・2011年には『トリスタンとイゾルデ』を指揮している。